# 11261 Krisbecker
11261 Krisbecker este un asteroid din centura principală de asteroizi.

## Descriere
11261 Krisbecker este un asteroid din centura principală de asteroizi. A fost descoperit pe 6 decembrie 1978 la Observatorul Palomar de Edward L. G. Bowell și Archibald Warnock. Asteroidul prezintă o orbită caracterizată de o semiaxă mare de 2,86 ua, o excentricitate de 0,12 și o înclinație de 2,5° în raport cu ecliptica.